# Абъргавени
Абъргавѐни (на английски: Abergavenny; на уелски: Y Fenni, Ъ Вѐни) е град в Югоизточен Уелс, графство Мънмътшър. Разположен е на 10 km на запад от границата с Англия около мястото на вливането на река Гавени в река Ъск и на около 50 km на североизток от столицата Кардиф. Има жп гара. Населението му е 14 055 жители според данни от преброяването през 2001 г.

## Побратимени градове
- Бопрео, Франция
- Йостринген, Германия
- Сарно, Италия